# Formation politique pour jeunes filles au Sénégal
 (juillet 2025).
- Si vous ne connaissez pas le sujet, laissez ce bandeau (vous pouvez alors contacter les auteurs).
- Si vous supprimez le contenu mis en cause (vous pouvez préalablement contacter les auteurs),

argumentez précisément cette suppression dans la page de discussion
(un manque de référence n'est pas un argument ; une recherche réelle de référence doit avoir été effectuée, être formellement documentée).
 (juillet 2025).
 (juillet 2025).
Motif : Périmètre de l'article qui pose question.
- Archive Wikiwix
- Bing
- Cairn
- DuckDuckGo
- E. Universalis
- Gallica
- Google
- G. Books
- G. News
- G. Scholar
- Persée
- Qwant
- (zh) Baidu
- (ru) Yandex

| 1. | Préciser le motif de la pose du bandeau. | Précisez le motif de la pose du bandeau en utilisant la syntaxe suivante : {{admissibilité à vérifier\|date=août 2025\|motif=remplacez ce texte par le motif}}                                                         |
| 2. | Informer les utilisateurs concernés.     | Pensez à avertir le créateur de l'article, par exemple, en insérant le code ci-dessous sur sa page de discussion : {{subst:avertissement admissibilité à vérifier\|Formation politique pour jeunes filles au Sénégal}} |

 (juillet 2025).
Au Sénégal, plusieurs initiatives favorisent la formation politique des jeunes filles, menées par des ONG, des institutions internationales et des acteurs locaux. Ces programmes visent à renforcer leur leadership, leur connaissance des processus démocratiques et leur participation civique.

## Contexte et justification
Depuis l’adoption de la parité sur les listes électorales en 2010, la promotion de la participation politique des jeunes filles est devenue un enjeu national,. Les ailes féminines des partis politiques organisent depuis longtemps des sessions de formation pour leurs militantes,,. Des organisations comme le Réseau Ouest Africain des Jeunes Femmes Leaders au Sénégal proposent des programmes de formation centrés sur le leadership, les droits civiques et le plaidoyer politique,,,,,,,.

## Acteurs et programmes principaux
- Programme de leadership citoyen et gouvernance

Ce programme d’un mois vise à renforcer l’engagement citoyen et le leadership des jeunes (filles et garçons), en abordant la constitution sénégalaise, les institutions publiques, le plaidoyer et la gouvernance politique,,,.
- Réseau Ouest Africain des Jeunes Femmes Leaders (ROAJELF-Sénégal)

Dans le cadre du projet régional d’autonomisation politique des jeunes femmes, ROAJELF-Sénégal recrute des jeunes femmes pour des formations de formatrices au plaidoyer, leadership politique transformationnel, droits humains, gouvernance et processus de paix,,.
- Académie de leadership du Gorée Institute

Ce programme forme les jeunes (dont des femmes) aux compétences démocratiques, à la gouvernance et à la consolidation d’un espace démocratique pacifique au Sénégal.

## Objectifs et finalités
Ces initiatives ont pour objectifs de :
- Renforcer les capacités de leadership et d’engagement des jeunes filles;
- Favoriser leur accès aux espaces décisionnels;
- Promouvoir une participation politique active, inclusive et responsable.

Plan International considère que l’éducation et l’autonomisation des filles sont essentielles pour leur accès aux postes de responsabilité et pour une gouvernance équitable.

## Impacts et enjeux
Ces formations contribuent à l’émergence d’une nouvelle génération de femmes leaders au Sénégal. Elles permettent aussi de sensibiliser les porte-rôles civiques dès l’adolescence. Cependant, l’accès à ces formations reste inégal, avec des barrières d’ordre culturel, économique et institutionnel.

## Défis et perspectives
Les principales difficultés rencontrées sont les suivantes :
- Faible couverture géographique;
- Ressources limitées pour pérenniser les programmes;
- Manque de coordination entre les acteurs.

À terme, un renforcement institutionnel et un financement accru sont nécessaires pour assurer leur durabilité.